# Léna (prénom)
Pour les articles homonymes, voir Léna (homonymie).
Cette page présente le prénom Léna ainsi que ses variantes.
Léna est un prénom féminin fêté le 11 juillet et le 18 août. 
Il a pour variante Lenna, Lena ou Leena. Le prénom Léna serait un dérivé d'Hélène, nom dont l'étymologie est obscur mais qui est en relation avec le peuple grec et peut-être avec le soleil (hêlios).

## Occurrence
En France, Léna connaît un regain de popularité en 1960 grâce au personnage interprété par Marie Dubois dans le film Tirez sur le pianiste de François Truffaut. Devenu un prénom à part entière en France dans les années 1990, il est porté par environ 37 000 Françaises[Quand ?].

## Personnalités portant ce prénom
- Pour les articles sur les personnes portant le prénom Léna, consulter la liste générée automatiquement.
- Pour les articles sur les personnes portant le prénom Lenna, consulter la liste générée automatiquement.
- Pour les articles sur les personnes portant le prénom Lena, consulter la liste générée automatiquement.